# Josef Svátek
Josef Svátek (24. února 1835 v Praze – 9. prosince 1897 tamtéž) byl český novinář, kulturní historik a spisovatel, zejména historických románů.

## Život
Svátek sice vystudoval reálné gymnázium v Ječné a následně roku 1858 České vysoké učení technické v Praze, ale pak se věnoval žurnalistice a historii. Byl vrstevníkem májovců a v mládí se přátelil s Adolfem Heydukem. Působil v redakci Pražských novin a Pražského deníku, psal také pro Prager Zeitung. Ve svých dílech zpracovával výsledky svého bádání v málo známých, nebo těžko přístupných archivech. Jeho prózy, týkající se zejména mocenské sítě jezuitů v Evropě a v Čechách, stavovského povstání a pobělohorských represí i revoluce v roce 1848, sympatizují s nekatolíky, vynikají množstvím historických a kulturních detailů a bohatým i fantastickým dějem.
Ve srovnání s nejvýznamnějšími českými autory historických próz, Václavem Benešem Třebízským, Aloisem Jiráskem a Zikmundem Wintrem, náleží Josefu Svátkovi v tomto žánru druhořadé místo.
Byl ovšem schopen též autorství odborných historických prací, některých dodnes využívaných, kdy navázal i na dílo zaneprázdněného profesora Antonína Rezka (viz výčet dole).
Josef Svátek zemřel 9. prosince roku 1897 v Praze na Malé Straně ve svém bytě v domě U Geigerů, na Jánském vršku čp. 325/9..

### Rodinný život
Byl ženat s Antonií, rozenou Pechawetzovou pocházející z Prahy, se kterou se oženil 6. září 1860 a měl osm dětí, narozených v letech 1859–1870. Manželka Antonie Svátková, roz. Pechawetzová, zemřela 21. prosince 1871. Podruhé se Josef Svátek oženil s Antonií Pohlovou z Rychnova nad Kněžnou 21. října 1873. Měli jedinou dceru Klementinu, narozenou 23. listopadu 1877, která zemřela 26. listopadu 1877.
Jeho mladším bratrem byl novinář, spisovatel a někdejší člen rakouského námořnictva Adolf Svátek.

## Dílo

### Historické romány
- Bitva bělohorská (1868),

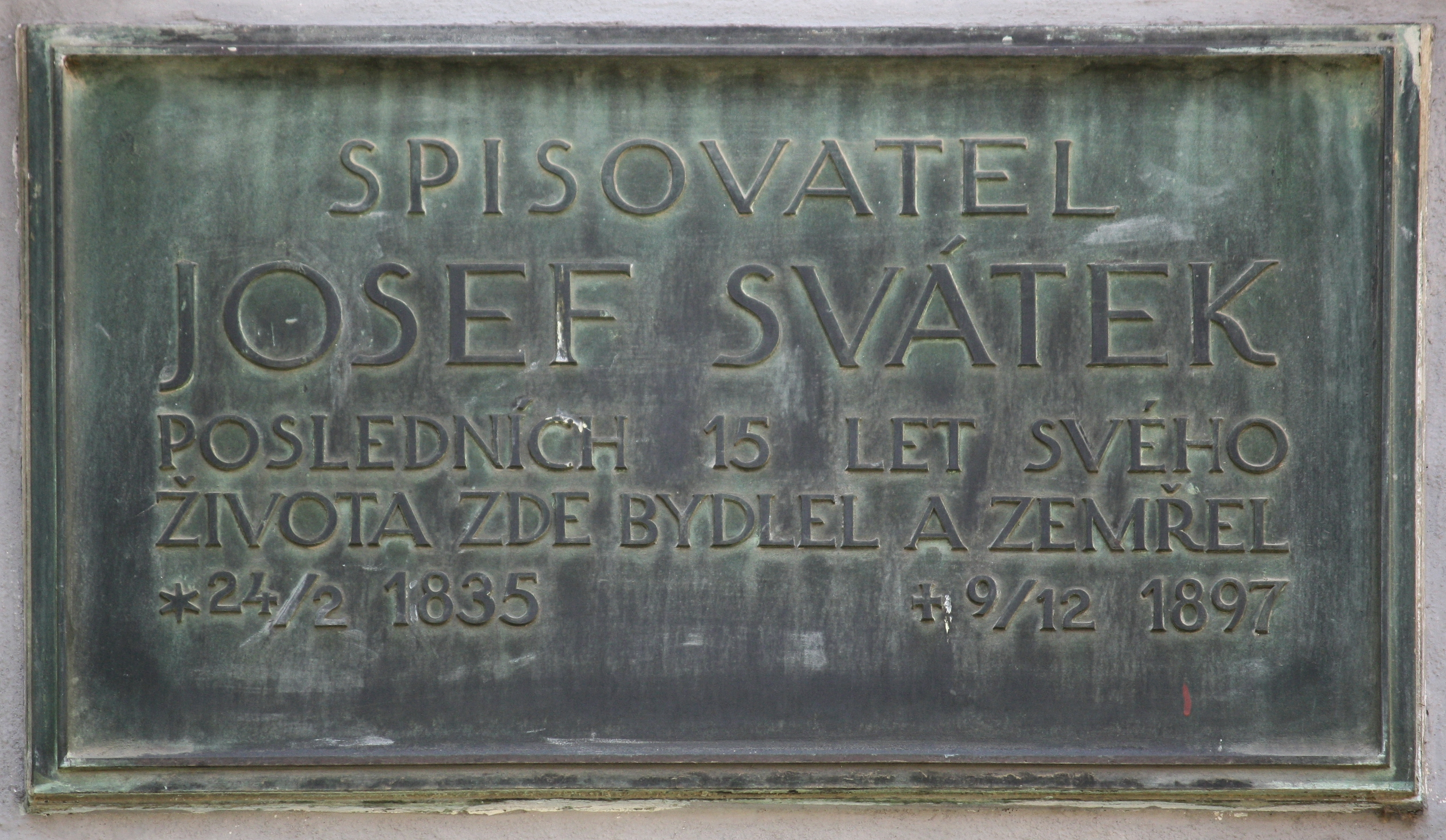
Pamětní deska na fasádě domu na Jánském vršku, čp. 325/9, v Praze na Malé Straně

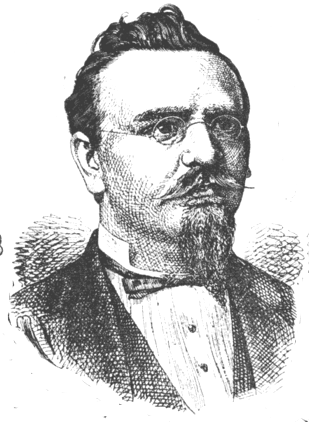
Portrét Josefa Svátka z roku 1874

- Tajnosti pražské (1868) – román odehrávající se roku 1848,[9]
- Čeští křižáci (1869), román z 12. století,
- Marie Terezie a Karel VII. (1870),
- Pasovští v Praze (1870),
- Majestát Rudolfa II. (1871) – román ze století XVI. a XVII.[10]
- Vězeň na Křivoklátě (1871),
- Praha a Řím, (1872–1873), Dostupné online.
- Sasové v Praze (1873),
- Jiří z Lobkovic (1873–1874),
- Švédové v Praze (1874) – román ze století XVII.[11]
- Pražský kat (1876) – román ze století XVI.[12]
- Pomsta cikánova (1880),
- Paní Popelovna z Lobkovic (1886),
- Paměti katovské rodiny Mydlářů v Praze (1886–1889),
- Železná koruna (1888), Dostupné online.
- Hrabě Špork (1889),
- Astrolog (hvězdopravec) (1890–1891) – román ze století XVII.[13]
- Poslední Vršovec (1892), román z 12. století,
- Pád rodu Smiřických (1893–1894), Dostupné online.
- Poslední Budovec (1894), Dostupné online.
- Don Cesar a Salomena (1894),
- Praha a Řím (1895) – román ze století XVI.
  - Kniha první [14]
  - Kniha druhá [15]
- Sedláci u Chlumce (1896), román z dob Marie Terezie, Dostupné online.

### Povídky
- Anna z Kunštátu (1860), historická povídka z časů Vladislava II.
- Z pěti století (1895), historické povídky.

### Odborné práce
- Napoleon III., císař Francouzův (1861)
- Kulturhistorische Bilder aus Böhmen (1879)
- Pražské pověsti a legendy (1883)
- Obrazy z kulturních dějin českých (1891, 2 díly) Dostupné online (oba díly)
- Povstání lidu selského v Čechách roku 1680 (1899)
- Dějiny poprav a katů v Čechách (2004), kniha obsahuje dva rozsáhlejší texty publikované na pokračování v Lumíru v letech 1885–1887 pod názvy K dějinám poprav a katů v Čechách a Souboje v Čechách.
- SVÁTEK, Josef. Ze staré Prahy. Ilustrace Karel Štapfer. Praha: Vilímek, [1899]. Dostupné online.

#### Dějiny Čech a Moravy nové doby
Josef Svátek napsal několik svazků do pokračování Zapovy Česko-moravské kroniky:
- SVÁTEK, Josef. Dějiny Čech a Moravy nové doby. Kniha třetí, Vladaření císaře a krále Leopolda I. Díl II. V Praze: Nakladatel I. L. Kober knihkupectví, 1894. 451 s. Dostupné online [První díl vladaření Leopolda I. napsal Antonín Rezek – dostupné zde.]
- SVÁTEK, Josef. Dějiny Čech a Moravy nové doby. Kniha čtvrtá, Panování císaře Josefa I. a Karla VI. V Praze: I.L. Kober, 1896. 438 s. Dostupné online
- SVÁTEK, Josef. Dějiny Čech a Moravy nové doby. Kniha pátá, Panování císařovny Marie Teresie. Část I. V Praze: Nakladatel I. L. Kober knihkupectví, 1897. 453 s. Dostupné online
- SVÁTEK, Josef. Dějiny Čech a Moravy nové doby. Kniha šestá, Panování císařovny Marie Teresie. Část II. V Praze: Nakladatel I. L. Kober knihkupectví, 1898. 415 s. Dostupné online